# Onthophagus propraecellens
Onthophagus propraecellens là một loài bọ cánh cứng trong họ Bọ hung (Scarabaeidae).